# زیردریایی یو-۲۸۸
زیردریایی یو-۲۸۸ (به انگلیسی: German submarine U-288) یک زیردریایی بود که طول آن ۶۷٫۱ متر (۲۲۰ فوت ۲ اینچ) بود. این زیردریایی در سال ۱۹۴۳ ساخته شد.